# Hotel Transsilvània 3: Unes vacances monstruoses
Hotel Transsilvània 3: Unes vacances monstruoses és una pel·lícula de comèdia amb animació per ordinador 3D americana de 2018 produïda per Sony Pictures Animation i distribuïda per Sony Pictures Releasing. És la tercera pel·lícula de la franquícia Hotel Transsilvània. La pel·lícula ha sigut dirigida per Genndy Tartakovsky i el guió ha sigut escrit per Tartakovsky i Michael McCullers, i hi apareixen Adam Sandler, Andy Samberg, Selena Gomez, Kevin James, David Spade, Steve Buscemi, Keegan-Michael Key, Molly Shannon, Fran Drescher i Mel Brooks reprenent el seu paper així com noves addicions a l'elenc com ara Kathryn Hahn i Jim Gaffigan.
Desenvolupant-se uns quants mesos després dels esdeveniments de la pel·lícula anterior, la història se centra en Dràcula, Mavis, Johnny i la resta de la família, tant humans com monstres, i els seus amics quan se'n van de vacances al creuer de luxe Monster Cruise Ship. Dracula se sent atret per la misteriosa capitana del vaixell, Ericka, la besneta d'Abraham Van Helsing, el notori assassí de monstres i antic pitjor enemic de Dràcula.
Hotel Transsilvània 3: Unes vacances monstruoses es va estrenar al Festival Internacional de Pel·lícules d'Animació d'Annecy el 13 de juny de 2018 i es va estrenar als Estats Units el 13 de juliol de 2018.
Aquesta pel·lícula està doblada i subtitulada al català. Es va estrenar el 13 de juliol de 2018.

## Argument
La pel·lícula comença el 1897, on es veuen uns monstres disfressat d'humans en un tren cap a Budapest. Abraham Van Helsing, un caçador de vampirs, puja al tren i descobreix els monstres. Els mostres intenten escapar enfilant-se a dalt del tren, mentre Van Helsing els persegueix. Després que Dracula els faci tocar el dos del tren, derrota aparentment Van Helsing.
En el present, uns quants mesos després dels esdeveniments de la pel·lícula anterior, Dràcula dirigeix el seu hotel sense problemes quan la seva filla, Mavis, anuncia que aniran de creuer per tal que pugui fer vacances d'oferir vacances. L'endemà Dràcula, Mavis, Johnnyi la resta de la família embarca un vaixell de creuer anomenat el Legacy. Tothom s'ho passa pipa a bord i Dràcula es troba accidentalment la capitana del vaixell, Ericka, que és humana. En un tres i no res s'hi sent atret i li demana una cita al menjador del vaixell.
Mavis descobreix que Ericka és la besneta de Van Helsing quan troba una fotografia antiga d'Ericka de nena, i que ha mantingut aquesta informació en secret. Mavis forma un equip amb Johnny i la resta del grup per a intentar trobar Dràcula al vaixell i salvar-lo d'Ericka. Mentrestant, al menjador, Dràcula pertorba Ericka quan li explica una història sobre com Van Helsing va caure de cara quan Dràcula el perseguia. Mentre Dràcula se'n riu histèricament, Ericka n'ha tingut prou i li dona un perfum de regal. Se'n ruixa ell mateix però llavors s'adona que en realitat és perfum d'all. Comença a tenir un atac epilèptic i Ericka se l'emporta.
Mavis i el grup acaben localitzant Ericka, que té Dràcula lligat amb all envoltant-lo. Mavis intenta dissuadir-la del pla de matar Dràcula, però s'obre la porta de la nevera deixant al descobert el mateix Abraham Van Helsing que diu que ha estat en animació suspesa. Treu la seva arma protònica per a disparar tots els monstres, quan Dennis i Winnie van d'amagat darrere seu i li fan un wedgie, provocant que caigui.
Dràcula, ara alliberat, s'enfronta a Ericka i Abraham. Els diu que aquestes vacances són sobre la família i que els monstres no són diferents del humans. Ericka hi està d'acord i se'n va amb Dràcula. Dràcula li diu a Abraham que pot triar ser un besavi tendre per redimir-se i entendre l'amor per la família. Dràcula i Ericka l'abracen, fent canviar la seva opinió, i ell els torna l'abraçada. Llavors es veu tothom fent una festa a la coberta i ballant. Més tard, ja a l'Hotel Transsilvània, Dràcula es declara a Ericka. Després de tartamudejar al seu xicot de la mateixa manera que quan es van conèixer, accepta feliçment.

## Veu
- Adam Sandler com a Comte Dràcula: El senyor dels vampirs i fundador de l'Hotel Transsilvània de 540 anys. Dràcula és el fill de Vlad, marit de la difunta Martha, pare de Mavis, sogre de Johnny, avi matern de Dennis i interès amorós d'Ericka.
- Andy Samberg com a Jonathan "Johnny" Loughran: Humà de 29 anys, que és marit de Mavis i pare de Dennis.[6]
- Selena Gomez com a Mavis: Filla de 126 anys de Dràcula i la difunta Martha, i neta de Vlad. És l'esposa de Johnny, i la parella té un fill anomenat Dennis.
- Kevin James com a Frankenstein:[7] El monstre famosament creat a partir de teixits morts reanimats pel Dr. Frankenstein. Els seus amics li diuen "Frank".[7]
- David Spade com a Griffin, l'home invisible.[7]
- Steve Buscemi com a Wayne: Un home llop que se sent aclaparat pel gran nombre de fills que té.[7]
- Keegan-Michael Key com a Murray: Una mòmia antiga.[7]
- Molly Shannon com a Wanda: Esposa de l'home llop Wayne.[7]
- Fran Drescher com a Eunice: Esposa de Frankenstein.[7]
- Kathryn Hahn com a Ericka Van Helsing: La capitana i directora de creuer del vaixell de creuers Legacy. Està complint secretament els desitjos del seu besavi d'eliminar els monstres i té interessos amorosos per Dràcula.
- Jim Gaffigan com a professor Abraham Van Helsing: besavi d'Ericka que és un llegendari caçador de monstres i pitjor enemic de Dràcula.
- Mel Brooks com a Vlad: Vampir antic, més experimentat i tradicional, que és pare de Dràcula, avi de Mavis, avi polític de Johnny i besavi de Dennis.
- Asher Blinkoff com a Dennis Loughran: Fill de sis anys de Mavis i Johnny que és un híbrid humà vampir, heretant una combinació de trets dels seus pares. Està enamorat bojament de la seva millor amiga Winnie, com ella.
- Sadie Sandler com a Winnie: Filla home llop de Wayne i Wanda. Winnie és la millor amiga de Dennis, de qui està bojament enamorada, com ell.
- Genndy Tartakovsky com a Blobby: Monstre blob verd.[8] Prèviament havia tingut la veu de Jonny Solomon a Hotel Transsilvània 2.
- Chrissy Teigen com a Crystal: Dona invisible que és la xicota de Griffin.[9]
- Joe Jonas com a Kraken: Monstre marí gegant que viu a prop d'Atlàntida.
- Alison Hammond com a Frankenginger.[10]
- Chris Parnell com a Stan: Home peix. Parnell havia fet de veu de Papallona les primeres dues pel·lícules.
- Joe Whyte com a Tinkles: Cadell gegant de Dennis.
- Sarah Vowel com a Lynne: Cunyada de Frank i germana d'Eunice.